# Frank Fuller
Frank Fuller (* 25. September 1827 in Boston, Massachusetts; † 19. Februar 1915 in New York City) war ein US-amerikanischer Geschäftsmann, Rechtsanwalt, Arzt und Politiker.

## Werdegang
Frank Fuller war der Sohn von John Smith Fuller, einem Bibelwissenschaftler und Dekan in der Dr. Lyman Beecher’s Congregation. Er studierte Medizin und Zahnmedizin. Für eine kurze Zeit assistierte er dann seinem Bruder Edward beim Veröffentlichen und Verfassen The Dover Gazette in Portsmouth, New Hampshire.
Er entschied sich 1860 eine politische Laufbahn einzuschlagen, als er die Republikanische Partei und Abraham Lincoln unterstützte. Ferner stellte er während des Bürgerkrieges das 2. New Hampshire Regiment auf. Als der Gouverneur des Utah-Territoriums, Alfred Cumming, vermisst gemeldet wurde, ernannte Präsident Lincoln Fuller zum Secretary of Utah mit einem Gouverneursgehalt und später zum kommissarischen Gouverneur. Das Amt bekleidete er bis 1862.
Danach ließ er sich in Nevada nieder, wo er unter anderen dem Bergbau nachging und auch als Anwalt zugelassen wurde. 1865 ging er dann nach New York, wo er die Stellung als Vizepräsident bei der Northern Pacific Railroad Company annahm. Ferner produzierte und verkaufte er ein offensichtlich geruchloses indisches Gummituch, was zu der Zeit in Mode kam und für die Oberteile von Kinderwagen sowie Kondome benutzt wurde. Für eine kurze Zeitspanne arbeitete er in Philadelphia als Versicherungsvertreter. Dann zog er wieder nach New York, wo er 1874 ein Naturkostunternehmen gründete, was er bis zu seinem Tod betrieb. Mit den daraus erzielten Einnahmen erbaute er eine Model Farm, die er Chemmiwink nannte und die sich nahe Madison, New Jersey befand. Er stattete sie mit Elektrizität, einer Bibliothek, einer Bowlingbahn und einem privaten Theater aus.
Er verstarb am 19. Februar 1915 im Hotel Irving, Gramercy Park 26. Einen Tag später erschien sein Nachruf in The New York Times.